# 博德曼-路德维希港
博德曼-路德维希港是德国巴登-符腾堡州的一个市镇。总面积28.04平方公里，总人口4468人，其中男性2147人，女性2321人（2011年12月31日），人口密度159人/平方公里。